# Канун на Лека Дукагини
Канунът на Лека Дукагини (алб. "Kanuni i Lekë Dukagjinit") е сбор от голям брой традиционни албански закони, обединени в едно през XV век от Лека Дукагини.

## Спекулативни интерпретации на кануна
По политически причини, свързани с налагането на сръбската власт в Косово, и окупацията на Северна Албания през Балканските войни от сръбската армия, съществуващата кръвна мъст от кануна (вендета) е преекспонирана пропагандно от сръбските (югославски) власти и правителство (оглавявани в началото основно от Никола Пашич - едър земевладелец в Косово от 20-те години на XX век). Целта е да се създаде в международното обществено мнение представа, че гегите са "див и необуздан народ, който може да бъде култивиран само с/от чужда /в случая сръбска и югославска/ силна власт, тъй като те са неспособни да се самоуправляват".